# ليزا غاي
ليزا غاي (بالإنجليزية: Lisa Gaye)‏ هي مغنية وممثلة أمريكية، ولدت في 6 مارس 1935 في دنفر في الولايات المتحدة، وتوفيت في 14 يوليو 2016 في هيوستن في الولايات المتحدة.

## وصلات خارجية
- ليزا غاي على موقع IMDb (الإنجليزية)
- ليزا غاي على موقع أول موفي (الإنجليزية)
- ليزا غاي على موقع إن إن دي بي (الإنجليزية)
- ليزا غاي على موقع قاعدة بيانات الفيلم (الإنجليزية)